# Карагеоргиево
Карагеоргиево (болг. Карагеоргиево) — село в Бургасской области Болгарии. Входит в состав общины Айтос. Находится примерно в 7 км к северо-западу от центра города Айтос и примерно в 35 км к северо-западу от центра города Бургас. По данным переписи населения 2011 года, в селе  проживало 1347 человек.

## Население
| Год     | 1934 | 1946 | 1956 | 1965 | 1975 | 1985 | 1992 | 2001 | 2011 |
| ------- | ---- | ---- | ---- | ---- | ---- | ---- | ---- | ---- | ---- |
| Жителей | 733  | 664  | 553  | 1027 | 1351 | 1409 | 1293 | 1356 | 1347 |

| Национальность | Человек | Процент |
| -------------- | ------- | ------- |
| болгары        | 17      | 1,27%   |
| турки          | 1249    | 93%     |
| цыгане         | 71      | 5,29%   |
| Всего ответов  | 1343    |         |

|  |